# Gary Sundgren
Kari Juhani Sundgren (Vammala, 1967. október 25. –) svéd válogatott labdarúgó.
A svéd válogatott tagjaként részt vett a 2000-es Európa-bajnokságon.

## Sikerei, díjai
AIK
- Svéd bajnok (1): 1992
- Svéd kupagyőztes (2): 1996, 1997

Zaragoza
- Spanyol kupagyőztes (1): 2000–01